# Go West (альбом)
Go West — дебютный студийный альбом британской поп-группы Go West. Выпущен в августе 1985 года на лейбле Chrysalis Records. Содержит одни из наиболее известных и популярных композиций в творчестве группы — «We Close Our Eyes», «Call Me» и Goodbye Girl.

## В массовой культуре
Композиции с этого альбома неоднократно применялись в качестве саундтрека во многих фильмах.
- Композиция «One Way Street» вошла в саундтрек к американскому кинофильму Рокки 4 в 1985 году.
- Композиция «We Close Our Eyes» вошла в саундтрек к итальянскому фильму ужасов Демоны в 1985 году.
- Композиция «King of Wishful Thinking» вошла в саундтрек к американскому фильму Красотка в 1990 году.
- Композиция "Call Me" звучит в компьютерной игре GTA Vice City

## Список композиций
Тексты и музыка всех композиций написана Питером Коксом и Ричардом Драмми.
| №                   | Название            | Длительность |
| ------------------- | ------------------- | ------------ |
| 1.                  | «We Close Our Eyes» | 3:50         |
| 2.                  | «Don't Look Down»   | 3:55         |
| 3.                  | «Call Me»           | 4:11         |
| 4.                  | «Eye to Eye»        | 3:34         |
| 5.                  | «Haunted»           | 3:18         |
| 6.                  | «S.O.S.»            | 4:01         |
| 7.                  | «Goodbye Girl»      | 5:08         |
| 8.                  | «Innocence»         | 4:10         |
| 9.                  | «Missing Persons»   | 5:25         |
| Общая длительность: | Общая длительность: | 46:37        |

## Участники записи
- Питер Кокс — вокал, гитара, синтезатор;
- Ричард Драмми — вокал, бас-гитара, клавишные;

### Приглашенные музыканты
- Мел Коллинз — саксофон;
- Алан Мёрфи — гитара;
- Пино Палладино — бас-гитара;
- Грэм Броуд — ударные.
- Продюсер — Гари Стивенсон.